# Tomasz Tomiak
Tomasz Piotr Tomiak (ur. 17 września 1967 w Nowym Tomyślu, zm. 21 sierpnia 2020 w Gdańsku) – doktor habilitowany nauk o kulturze fizycznej, polski wioślarz, brązowy medalista Igrzysk Olimpijskich w Barcelonie (1992), dwukrotny medalista mistrzostw świata, 18-krotny mistrz Polski.

## Życiorys
Absolwent AWFiS w Gdańsku (1997), reprezentował barwy PTW Płock (1983–88) i AZS-AWF Gdańsk (od 1989).
Mistrz Sportu (1992) odznaczony m.in. Srebrnym Krzyżem Zasługi, brązowym Medalem za Wybitne Osiągnięcia Sportowe (2012), Medalem Komisji Edukacji Narodowej (2012). Działacz sportowy (członek zarządu PZTW). Od 1999 pracownik naukowy gdańskiej AWF oraz Wydziału Kultury Fizycznej i Zdrowia Uniwersytetu Szczecińskiego. Od września 2008 roku prezes AZS AWFiS.

### Życie prywatne

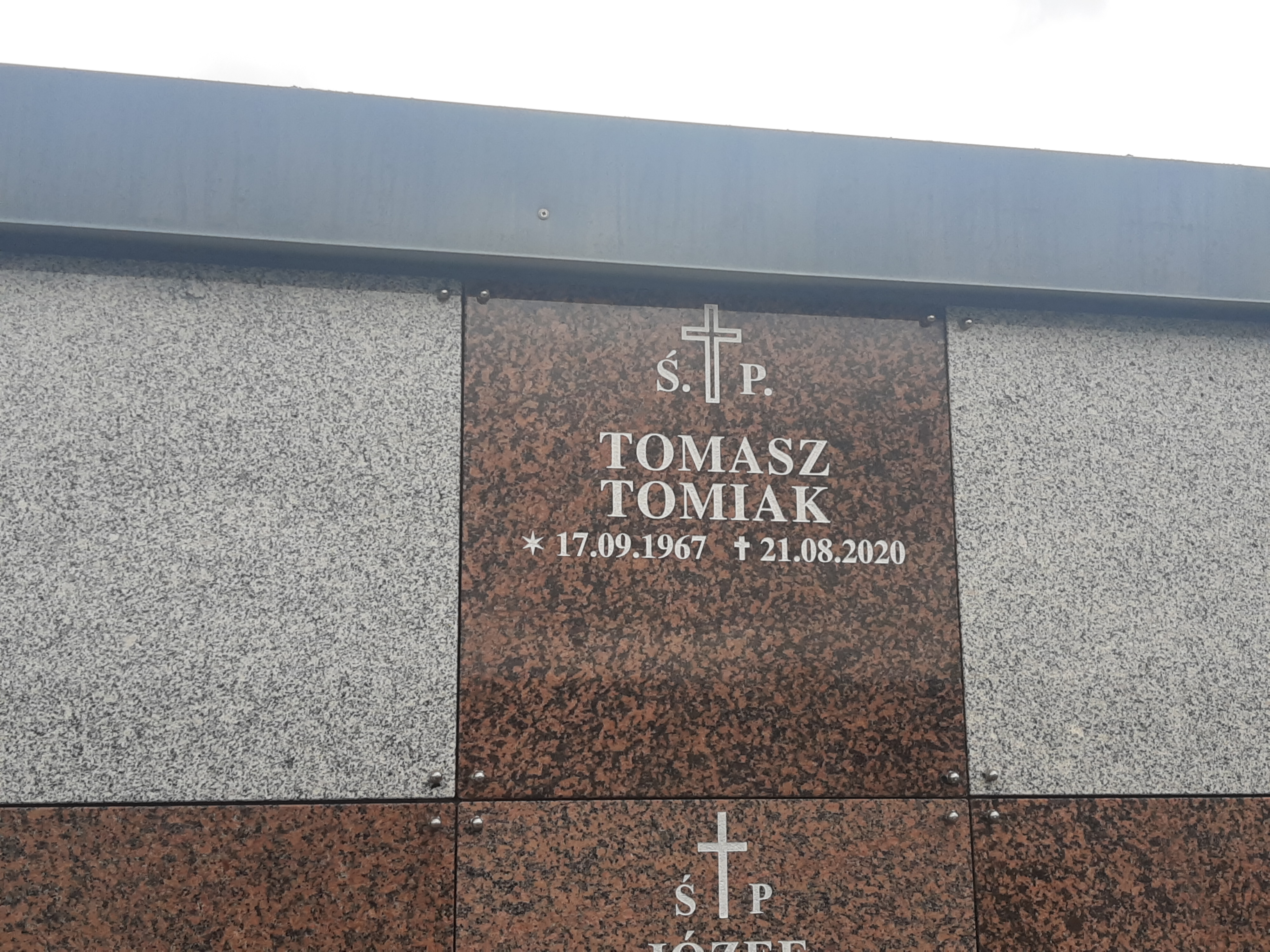
grób Tomasza Tomiaka na Cmentarzu Łostowickim

Żonaty (Alicja Dolna), miał córkę Patrycję i syna Szymona. Pochowany na Cmentarzu Łostowickim w Gdańsku w kolumbarium.

## Osiągnięcia[3]

### Igrzyska olimpijskie
- Barcelona 1992 – 3. miejsce w kategorii czwórki ze sternikiem

### Mistrzostwa świata
- 1991 – 3. miejsce w kategorii czwórki ze sternikiem
- 1993 – 2. miejsce w kategorii czwórki bez sternika